# Nekrolog 4. Quartal 1953
Nekrolog
◄◄
| ◄
| 1949
| 1950
| 1951
| 1952
| 1953 | 1954 | 1955 | 1956 | 1957 | ► | ►►
1. Quartal |
2. Quartal |
3. Quartal |
4. Quartal 1953
Weitere Ereignisse | Allgemeiner Nekrolog 1953
Die Beschreibung der verstorbenen Person sollte so kurz wie möglich gehalten sein und nur deren signifikante Tätigkeit(en) enthalten.
Neue Namen ggf. auch unter dem Geburts- und Sterbedatum, also etwa unter 1. Januar und im Geburts- und Sterbejahr (2024) eintragen (nur bei entsprechender großer Wichtigkeit). Für Beispiele siehe die schon vorhandenen Artikel.
Außerdem über die fünf zuletzt Verstorbenen, zu denen es einen ausreichend guten Artikel für eine Präsentation auf der Hauptseite gibt, nach der todesbedingten Überarbeitung der Artikel ggf. auch unter Wikipedia Diskussion:Hauptseite informieren und sie am besten auch in den anderen Wikipedia-Sprachversionen eintragen. Tipp: Regelmäßig bei news.google.de nach „ist tot“, „gestorben“ oder „verstorben“ suchen.
Wenn eine Person gestorben ist, gibt es viele Seiten zu dieser Person in der Wikipedia, die davon auch betroffen sind und entsprechend aktualisiert werden müssen. Beispiele: Namenübersichtsseite, Geburtsjahr, Geburtsort-Seiten und viele mehr.
Wie finde ich die betroffenen Seiten?
Im Suchfeld auf der linken Seite gibt man den Suchbegriff so ein: „Vorname Nachname“. Dann klickt man auf Volltext und alle Seiten mit entsprechendem Suchtext werden aufgerufen. Hier sieht man dann schnell, wo auch das Todesjahr Sinn macht oder sogar ein Teil des Artikels angepasst werden muss. Auch hilft das „Werkzeug“ auf der linken Seite sehr gut, um solche Seiten aufzufinden: „Links auf diese Seite“. Somit ist die Wikipedia wieder aktuell in allen Bereichen! Hinweis: bei Eintragung der Kategorie „Gestorben JAHR“ wird der Missbrauchsfilter 49 ausgelöst, was jedoch nicht schlimm ist. Siehe: Spezial:Missbrauchsfilter/49
Dies ist eine Liste von im vierten Quartal 1953 verstorbenen bekannten Persönlichkeiten. Die Einträge erfolgen innerhalb der einzelnen Daten alphabetisch sortiert. Tiere sind im Nekrolog für Tiere zu finden.

## Oktober
| Tag         | Name                                     | Beruf, bekannt als                                                                                          | Alter | Beleg |
| ----------- | ---------------------------------------- | --- | ----- | ----- |
| 1. Oktober  | Edwin J. Cohn                            | US-amerikanischer Biochemiker                                                                               | 60    |       |
| 1. Oktober  | Erna Dorn                                | deutsche zum Tode verurteilte DDR-Bürgerin                                                                  | 42    |       |
| 1. Oktober  | Fritz Jahr                               | deutscher Theologe, Pastor und Lehrer, Begründer der Bioethik                                               | 58    |       |
| 1. Oktober  | Raymond Lovell                           | britisch-kanadischer Bühnen- und Filmschauspieler                                                           | 53    |       |
| 2. Oktober  | Georges Lurcy                            | französisch-US-amerikanischer Bankier, Unternehmer und Kunstsammler                                         | 62    |       |
| 2. Oktober  | John Marin                               | US-amerikanischer Maler und Architekt                                                                       | 82    |       |
| 2. Oktober  | Otto Schellmann                          | deutscher Jurist und stellvertretender Landeshauptmann                                                      | 72    |       |
| 2. Oktober  | Ernő Szép                                | ungarischer Dichter, Schriftsteller und Journalist                                                          | 69    |       |
| 3. Oktober  | Arnold Bax                               | englischer Komponist                                                                                        | 69    |       |
| 3. Oktober  | Szilárd Ignác Bogdánffy                  | römisch-katholischer Weihbischof in Satu Mare und Oradea                                                    | 42    |       |
| 3. Oktober  | Rosario Candela                          | italo-amerikanischer Architekt                                                                              | 63    |       |
| 3. Oktober  | Florence Rena Sabin                      | US-amerikanische Medizinerin und Pionierwissenschaftlerin                                                   | 81    |       |
| 3. Oktober  | Karl Vass                                | ungarischer Kameramann                                                                                      | 57    |       |
| 4. Oktober  | Virgilio Lazzari                         | italienischer Opernsänger                                                                                   | 66    |       |
| 4. Oktober  | Mani Leib                                | jiddischer Dichter                                                                                          | 69    |       |
| 5. Oktober  | Berthold Biermann                        | deutscher Journalist, Literaturkritiker und Staatsbeamter                                                   | 50    |       |
| 5. Oktober  | Piet de Brouwer                          | niederländischer Bogenschütze                                                                               | 73    |       |
| 5. Oktober  | Franz Adam Landvogt                      | katholischer Pfarrer und soziales Vorbild                                                                   | 64    |       |
| 5. Oktober  | Noel Rooke                               | britischer Holzschneider, Illustrator und Kunstlehrer                                                       | 71    |       |
| 5. Oktober  | Hans Wehrs                               | deutscher Tierarzt                                                                                          | 68    |       |
| 5. Oktober  | Friedrich Wolf                           | deutscher Arzt, Schriftsteller und kommunistischer Politiker                                                | 64    |       |
| 6. Oktober  | William Burns                            | kanadischer Lacrossespieler                                                                                 | 78    |       |
| 6. Oktober  | Porter Hall                              | US-amerikanischer Schauspieler                                                                              | 65    |       |
| 6. Oktober  | Rahel Hirsch                             | deutsche Ärztin, erste Frau, die im Königreich Preußen zur Professorin für Medizin ernannt wurde            | 83    |       |
| 6. Oktober  | Wera Ignatjewna Muchina                  | sowjetische Bildhauerin                                                                                     | 64    |       |
| 6. Oktober  | Mosche Smilansky                         | hebräischer Schriftsteller und Zionist                                                                      | 79    |       |
| 7. Oktober  | Émile Bouhours                           | französischer Radrennfahrer                                                                                 | 83    |       |
| 7. Oktober  | Emil Filla                               | tschechischer Maler, Grafiker, Bildhauer                                                                    | 71    |       |
| 7. Oktober  | Ernst Karchow                            | deutscher Schauspieler, Regisseur, Theaterintendant und Hörspielsprecher                                    | 61    |       |
| 8. Oktober  | Nigel Bruce                              | britischer Schauspieler                                                                                     | 58    |       |
| 8. Oktober  | Maurice Décamps                          | französischer Kunstmaler                                                                                    | 61    |       |
| 8. Oktober  | Kathleen Ferrier                         | englische Sängerin (Alt)                                                                                    | 41    |       |
| 8. Oktober  | Miyagi Chōjun                            | Begründer des Gōjū-Ryū Karate-Stils                                                                         | 65    |       |
| 9. Oktober  | James Finlayson                          | schottischer Filmschauspieler und Komödiant                                                                 | 66    |       |
| 9. Oktober  | Hermann Hartmann                         | deutscher Unternehmer                                                                                       | 63    |       |
| 9. Oktober  | Ludwig Herberth                          | österreichischer Politiker (KPÖ)                                                                            | 63    |       |
| 9. Oktober  | Gertrud Herzog-Hauser                    | österreichische Klassische Philologin                                                                       | 59    |       |
| 9. Oktober  | Walter Michaelis                         | deutscher evangelischer Theologe                                                                            | 87    |       |
| 9. Oktober  | Hastings Russell, 12. Duke of Bedford    | britischer Adliger und Politiker                                                                            | 64    |       |
| 9. Oktober  | Vilma von Webenau                        | österreichisch-deutsche Komponistin                                                                         | 78    |       |
| 10. Oktober | Levin Erich von dem Knesebeck-Milendonck | deutscher Gutsbesitzer und Verwaltungsjurist                                                                | 83    |       |
| 10. Oktober | Hermann von Schmeidel                    | österreichischer Dirigent                                                                                   | 59    |       |
| 10. Oktober | Roberto Vicentini                        | italienischer Geistlicher, römisch-katholischer Erzbischof und Diplomat des Heiligen Stuhls                 | 75    |       |
| 10. Oktober | Willi Worpitzky                          | deutscher Fußballspieler                                                                                    | 67    |       |
| 11. Oktober | Henri Couttet                            | französischer Eishockeyspieler                                                                              | 52    |       |
| 11. Oktober | Paul Langer                              | deutscher Maschinenbauingenieur und Konstrukteur                                                            | 77    |       |
| 12. Oktober | Czesław Białobrzeski                     | polnischer theoretischer Physiker und Astronom                                                              | 75    |       |
| 12. Oktober | Franz Hagen                              | deutscher Architekt und Zeitungsverleger                                                                    | 81    |       |
| 12. Oktober | Hjalmar Hammarskjöld                     | schwedischer Politiker, Mitglied des Riksdag und Ministerpräsident                                          | 91    |       |
| 12. Oktober | Hugh Ike Shott                           | US-amerikanischer Politiker (Republikanische Partei)                                                        | 87    |       |
| 12. Oktober | Carl Ulitzka                             | deutscher Politiker (Zentrum), MdR und römisch-katholischer Priester                                        | 80    |       |
| 13. Oktober | Sergei Iwanowitsch Beljawski             | russischer Astronom, Entdecker zahlreicher Asteroiden                                                       | 69    |       |
| 13. Oktober | Karl Dietrich                            | deutscher Politiker (SPD)                                                                                   | 79    |       |
| 13. Oktober | Millard Mitchell                         | US-amerikanisch-kubanischer Schauspieler                                                                    | 50    |       |
| 13. Oktober | Sigurgeir Sigurðsson                     | Oberhaupt der Isländischen Staatskirche                                                                     | 63    |       |
| 13. Oktober | David Alexander Winter                   | deutscher Rabbiner                                                                                          | 74    |       |
| 14. Oktober | Everett Brown                            | US-amerikanischer Schauspieler                                                                              | 51    |       |
| 14. Oktober | Patrick Daniel Norton                    | US-amerikanischer Politiker                                                                                 | 77    |       |
| 14. Oktober | Émile Sarrade                            | französischer Rugbyspieler                                                                                  | 76    |       |
| 14. Oktober | Franz Schmatz                            | österreichischer Politiker (CSP), Landtagsabgeordneter                                                      | 83    |       |
| 14. Oktober | Gyula Szőkefalvi-Nagy                    | ungarischer Mathematiker                                                                                    | 66    |       |
| 14. Oktober | Arthur Wimperis                          | britischer Drehbuchautor                                                                                    | 78    |       |
| 15. Oktober | Georg Albert von und zu Franckenstein    | österreichischer Diplomat                                                                                   | 75    |       |
| 15. Oktober | Frederick G. Katzmann                    | US-amerikanischer Jurist                                                                                    | 78    |       |
| 15. Oktober | Helene Mayer                             | deutsche Florettfechterin und Olympiasiegerin                                                               | 42    |       |
| 15. Oktober | Friedrich Nickolay                       | deutscher Kommunist                                                                                         | 43    |       |
| 15. Oktober | Georgi Owtscharow                        | bulgarisch-deutscher Architekt                                                                              | 64    |       |
| 16. Oktober | Aloys Herrmann                           | deutscher Mathematiker und Hochschullehrer                                                                  | 54    |       |
| 16. Oktober | Ludwig Neuer                             | deutscher Architekt                                                                                         | 62    |       |
| 16. Oktober | József Nyírő                             | ungarischer Schriftsteller und Politiker, Mitglied des Parlaments                                           | 64    |       |
| 16. Oktober | Humphrey O’Leary                         | neuseeländischer Anwalt, Chief Justice von Neuseeland                                                       | 67    |       |
| 17. Oktober | Carmen Cartellieri                       | österreichische Schauspielerin und Filmproduzentin                                                          | 62    |       |
| 17. Oktober | Jim Delahanty                            | US-amerikanischer Baseballspieler                                                                           | 74    |       |
| 17. Oktober | Carl Aage Hilbert                        | dänischer Jurist und Gouverneur der Färöer während der britischen Besetzung der Inseln im Zweiten Weltkrieg | 54    |       |
| 17. Oktober | Max Kuttner                              | deutscher Opern- und Operettentenor, Schallplatten- und Rundfunksänger                                      | 70    |       |
| 17. Oktober | Emil-Edwin Reinert                       | französischer Filmregisseur, Drehbuchautor und Toningenieur                                                 | 50    |       |
| 18. Oktober | Nora von Beroldingen                     | deutsche Journalistin                                                                                       | 64    |       |
| 18. Oktober | Federico Gerdes                          | peruanischer Komponist, Dirigent und Pianist                                                                | 80    |       |
| 18. Oktober | Gottfried Klingemann                     | deutscher SS-Brigadeführer und Generalmajor der Waffen-SS                                                   | 69    |       |
| 18. Oktober | Edith Meller                             | ungarische Schauspielerin                                                                                   | 56    |       |
| 18. Oktober | Hector Pellerin                          | kanadischer Sänger, Schauspieler und Entertainer                                                            | 65    |       |
| 18. Oktober | Reinhard Piper                           | deutscher Verleger und Kunsthistoriker                                                                      | 73    |       |
| 19. Oktober | D. A. N. Chase                           | US-amerikanischer Politiker                                                                                 | 78    |       |
| 19. Oktober | Anton Pomp                               | deutscher Metallurg und wissenschaftliches Mitglied der Max-Planck-Gesellschaft                             | 65    |       |
| 19. Oktober | Max Rumpf                                | deutscher Soziologe                                                                                         | 74    |       |
| 19. Oktober | Carla Spletter                           | deutsche Opernsängerin                                                                                      | 41    |       |
| 20. Oktober | Werner Baumbach                          | deutscher Luftwaffenoffizier und Bomberpilot im Zweiten Weltkrieg                                           | 36    |       |
| 20. Oktober | Georg Benoit                             | deutscher Hochschullehrer, Professor für Maschinenbau                                                       | 85    |       |
| 20. Oktober | Roger Broders                            | französischer Illustrator                                                                                   | 70    |       |
| 20. Oktober | Robert Brooke-Popham                     | britischer Luftmarschall der Royal Air Force                                                                | 75    |       |
| 20. Oktober | Harry Cameron                            | kanadischer Eishockeyspieler                                                                                | 63    |       |
| 20. Oktober | Josef Füller                             | deutscher Kommunalpolitiker                                                                                 | 91    |       |
| 20. Oktober | Franz Huber                              | österreichischer Politiker, Mitglied des Abgeordnetenhauses                                                 | 95    |       |
| 20. Oktober | Wladimir Michailowitsch Sensinow         | russischer Politiker, Revolutionär und Publizist                                                            | 72    |       |
| 20. Oktober | Karol Sidor                              | tschechoslowakisch-slowakischer Publizist, Autor und Politiker                                              | 52    |       |
| 21. Oktober | Edwin Blanck                             | deutscher Bodenkundler                                                                                      | 76    |       |
| 22. Oktober | Helen Buchholtz                          | luxemburgische Komponistin                                                                                  | 75    |       |
| 22. Oktober | Albert Meyer                             | Schweizer Politiker (FDP) und Alt-Bundesrat                                                                 | 83    |       |
| 22. Oktober | Hugo Seidler                             | österreichischer Maschinenbauer und Hochschullehrer                                                         | 87    |       |
| 22. Oktober | Carolina Slim                            | US-amerikanischer Blues-Gitarrist und Sänger                                                                | 30    |       |
| 22. Oktober | Margarethe Starrmann                     | deutsche Politikerin (SPD), MdR, Referentin in Sächsischen Ministerien und Reichstagsabgeordnete            | 61    |       |
| 23. Oktober | Carlo Schanzer                           | italienischer Politiker                                                                                     | 87    |       |
| 24. Oktober | Ernst Cahn                               | deutscher Jurist                                                                                            | 77    |       |
| 24. Oktober | Heinrich Hilgenreiner                    | deutsch-böhmischer Chirurg und Orthopäde                                                                    | 82    |       |
| 24. Oktober | Knud Ove Hilkier                         | dänischer Maler                                                                                             | 68    |       |
| 25. Oktober | Gustav Orglmeister                       | österreichischer Architekt und Baumeister                                                                   | 91    |       |
| 25. Oktober | Holger Pedersen                          | dänischer Linguist                                                                                          | 86    |       |
| 25. Oktober | Robert G. Vignola                        | US-amerikanischer Schauspieler, Drehbuchautor und Regisseur mit italienischer Herkunft                      | 71    |       |
| 26. Oktober | Annie Holmström                          | schwedische Tennisspielerin                                                                                 | 73    |       |
| 26. Oktober | Zdzisław Jachimecki                      | polnischer Musikwissenschaftler und -pädagoge                                                               | 71    |       |
| 26. Oktober | Li Minwei                                | chinesischer Schauspieler, Regisseur und Filmproduzent                                                      | 60    |       |
| 26. Oktober | Maurice Lugeon                           | Schweizer Geologe                                                                                           | 83    |       |
| 26. Oktober | John Charles Chenoweth McKinsey          | US-amerikanischer Mathematiker und Logiker                                                                  | 45    |       |
| 26. Oktober | Hermann Schneider                        | deutscher Psychiater, Philosoph und Pädagoge                                                                | 79    |       |
| 27. Oktober | Winifred Brenchley                       | britische Botanikerin und Agrarwissenschaftlerin                                                            | 70    |       |
| 27. Oktober | Pier Gabriele Goidanich                  | italienischer Linguist, Latinist, Romanist und Italianist                                                   | 85    |       |
| 27. Oktober | Karl Griewank                            | deutscher Historiker                                                                                        | 53    |       |
| 27. Oktober | Elisabeth Kaeser                         | deutsche Lehrerin und Abgeordnete                                                                           | 71    |       |
| 27. Oktober | Eduard Künneke                           | deutscher Operettenkomponist                                                                                | 68    |       |
| 27. Oktober | Paul Lohmann                             | deutscher Politiker (SPD), MdL                                                                              | 51    |       |
| 28. Oktober | Henry I. Emerson                         | US-amerikanischer Politiker (Republikanische Partei)                                                        | 82    |       |
| 28. Oktober | Fritz Flörl                              | deutscher Handwerker                                                                                        | 70    |       |
| 28. Oktober | Ohzawa Hisato                            | japanischer Komponist                                                                                       | 46    |       |
| 28. Oktober | Archimede Rosa                           | italienischer Automobilrennfahrer                                                                           | 55    |       |
| 28. Oktober | Josef Wagenbrenner                       | deutscher Porträt- und Kirchenmaler                                                                         | 73    |       |
| 29. Oktober | William Kapell                           | US-amerikanischer Pianist                                                                                   | 31    |       |
| 29. Oktober | Arthur Lemisch                           | österreichischer Politiker                                                                                  | 88    |       |
| 29. Oktober | Walter May                               | deutscher Politiker (SPD); Senator                                                                          | 52    |       |
| 29. Oktober | Percy Portsmouth                         | britischer Bildhauer                                                                                        | 79    |       |
| 30. Oktober | Eric Dahlström                           | schwedischer Fußballspieler                                                                                 | 59    |       |
| 30. Oktober | Alice Eastwood                           | US-amerikanische Botanikerin kanadischer Abstammung                                                         | 94    |       |
| 30. Oktober | Emmerich Kálmán                          | ungarischer Komponist                                                                                       | 71    |       |
| 30. Oktober | Leonid Kreutzer                          | Pianist | 69    |       |
| 30. Oktober | Werner Schingnitz                        | deutscher Philosoph                                                                                         | 54    |       |
| 31. Oktober | William R. Allen                         | US-amerikanischer Politiker                                                                                 | 82    |       |
| 31. Oktober | Ewald Banse                              | deutscher Geograph, pangermanistischer Hobby-Historiker und Schriftsteller                                  | 70    |       |
| 31. Oktober | Robert d’Heilly                          | französischer Ruderer                                                                                       | 77    |       |
| 31. Oktober | Wilhelm Krützfeld                        | preußischer Polizeibeamter                                                                                  | 72    |       |

## November
| Tag          | Name                                | Beruf, bekannt als                                                                                              | Alter | Beleg |
| ------------ | ----------------------------------- | --- | ----- | ----- |
| 1. November  | Friedrich Kipp                      | deutscher Schriftsteller                                                                                        | 75    |       |
| 1. November  | David Miller                        | US-amerikanischer Country-Musiker                                                                               | 70    |       |
| 1. November  | Thomas F. O’Higgins senior          | irischer Politiker                                                                                              |       |       |
| 1. November  | Andreas Ulmer                       | österreichischer Priester, Historiker und Heimatforscher                                                        | 73    |       |
| 2. November  | Eduard Rügemer                      | deutscher Major der Wehrmacht und Gerechter unter den Völkern                                                   | 70    |       |
| 3. November  | André Auffray                       | französischer Bahnradrennfahrer und Olympiasieger                                                               | 69    |       |
| 3. November  | John H. Church                      | US-amerikanischer Offizier, Generalmajor der US-Army                                                            | 61    |       |
| 3. November  | Heinrich Danioth                    | Schweizer Maler                                                                                                 | 57    |       |
| 3. November  | Chester B. McMullen                 | US-amerikanischer Politiker                                                                                     | 50    |       |
| 3. November  | John Siddeley, 1. Baron Kenilworth  | britischer Industrieller                                                                                        | 87    |       |
| 3. November  | Josef Zotti                         | österreichischer Architekt                                                                                      | 71    |       |
| 4. November  | Elizabeth Sprague Coolidge          | US-amerikanische Pianistin und Mäzenin                                                                          | 89    |       |
| 4. November  | Eugene Allen Gilmore                | US-amerikanischer Jurist und Politiker                                                                          | 82    |       |
| 4. November  | Edward Oscar McCowen                | US-amerikanischer Politiker                                                                                     | 76    |       |
| 4. November  | Robert Protin                       | belgischer Radrennfahrer                                                                                        | 80    |       |
| 5. November  | Wladimir Romanowitsch Bakaleinikoff | amerikanischer Bratschist, Dirigent und Komponist russischer Herkunft                                           | 68    |       |
| 5. November  | Alain Guynot de Boismenu            | römisch-katholischer Bischof und Missionar                                                                      | 82    |       |
| 5. November  | Johnston B. Campbell                | US-amerikanischer Jurist                                                                                        | 85    |       |
| 5. November  | Ludwig Freund                       | österreichischer Zoologe                                                                                        | 75    |       |
| 5. November  | Alfred Teves                        | deutscher Unternehmer                                                                                           | 85    |       |
| 6. November  | Willy Baumgärtner                   | deutscher Fußballspieler                                                                                        | 62    |       |
| 6. November  | Karl Hannemann                      | deutscher Schauspieler                                                                                          | 58    |       |
| 6. November  | Richard Partzsch                    | deutscher Politiker (SPD), MdR und Gewerkschafter                                                               | 71    |       |
| 6. November  | Harry Crane Perrin                  | englischer Organist, Komponist und Musikpädagoge                                                                | 88    |       |
| 6. November  | Ferdinand Rebay                     | österreichischer Pianist, Komponist und Chorleiter                                                              | 73    |       |
| 6. November  | Anton Wiedemann                     | deutscher Eishockeyspieler                                                                                      | 41    |       |
| 7. November  | Karl Alberti                        | sudetendeutscher Lehrer und Heimatforscher                                                                      | 96    |       |
| 8. November  | Paul Bernardelli                    | deutscher Maler, Zeichner, Kunstgewerbler und Lehrer                                                            | 83    |       |
| 8. November  | Iwan Alexejewitsch Bunin            | russischer Schriftsteller und Lyriker                                                                           | 83    |       |
| 8. November  | Quirin Jansen                       | deutscher Kommunalpolitiker (NSDAP), Oberbürgermeister von Aachen                                               | 65    |       |
| 8. November  | Ernst Lewek                         | deutscher evangelischer Pfarrer, Widerstandskämpfer und Politiker, MdV                                          | 59    |       |
| 8. November  | Hans Pilger                         | deutscher Diplomat                                                                                              | 65    |       |
| 8. November  | Mečislovas Reinys                   | litauischer Geistlicher und Politiker                                                                           | 69    |       |
| 8. November  | Nina Vanna                          | russisch-britische Stummfilmschauspielerin                                                                      | 54    |       |
| 9. November  | Augusta Blad                        | dänische Theater- und Filmschauspielerin                                                                        | 82    |       |
| 9. November  | Max Keilson                         | deutscher Grafiker und Journalist                                                                               | 53    |       |
| 9. November  | Abd al-Aziz ibn Saud                | Gründer des modernen Königreichs Saudi-Arabien                                                                  | 77    |       |
| 9. November  | Dylan Thomas                        | walisischer Dichter                                                                                             | 39    |       |
| 10. November | Karl Föderl                         | österreichischer Komponist                                                                                      | 68    |       |
| 10. November | Hans Jonak von Freyenwald           | österreichischer antisemitischer Publizist                                                                      | 74    |       |
| 10. November | Thor Iversen                        | norwegischer Ozeanograph                                                                                        |       |       |
| 10. November | Ada Lessing                         | Pionierin der deutschen Erwachsenenbildung sowie Mitbegründerin und erste Gesellschafterin der Volkshochschu... | 70    |       |
| 10. November | Robert Schwinner                    | österreichischer Geologe und Geophysiker                                                                        | 75    |       |
| 10. November | Ralf Zeitler                        | deutscher Volkswirt und SA-Führer                                                                               | 50    |       |
| 11. November | Karl Dirnhuber                      | österreichischer Architekt                                                                                      | 64    |       |
| 11. November | Louis Ginzberg                      | konservativer jüdischer Gelehrter in Amerika                                                                    | 79    |       |
| 11. November | Irene von Hessen-Darmstadt          | Gemahlin Heinrichs von Preußen und Schwester der letzten russischen Zarin Alexandra Fjodrowna                   | 87    |       |
| 11. November | Fritz Röck                          | österreichischer Ethnologe, Altorientalist und Altamerikanist                                                   | 74    |       |
| 12. November | Edmund Kaufmann                     | deutscher Politiker                                                                                             | 60    |       |
| 12. November | Theodor Möller                      | schleswig-holsteinischer Fotograf, Schriftsteller und Heimatforscher                                            | 80    |       |
| 12. November | Gustav Pfannmüller                  | deutscher Theologe und Bibliothekar                                                                             | 80    |       |
| 12. November | Gregor Rabinowitsch                 | international tätiger Filmproduzent russischer Herkunft                                                         | 66    |       |
| 13. November | Emilio Bontà                        | Schweizer Lehrer und Heimatforscher                                                                             | 71    |       |
| 13. November | Alfred Hülgert                      | österreichischer Kammersänger und Schauspieler                                                                  | 45    |       |
| 13. November | Herbert E. Ives                     | US-amerikanischer Physiker und Erfinder                                                                         | 71    |       |
| 14. November | G. R. Aldo                          | italienischer Kameramann                                                                                        | 48    |       |
| 15. November | George J. Hatfield                  | US-amerikanischer Politiker                                                                                     | 66    |       |
| 15. November | Urban Holzmeister                   | österreichischer Theologe und Jesuit                                                                            | 76    |       |
| 15. November | John Gustaf Nauckhoff               | schwedischer Militär                                                                                            | 86    |       |
| 15. November | Wilhelm Stuckart                    | deutscher Jurist und Politiker (NSDAP), Staatssekretär im Reichsministerium des Innern                          | 50    |       |
| 16. November | Riccardo Cassano                    | italienischer Filmregisseur                                                                                     | 68    |       |
| 16. November | Julius Fischer                      | deutscher Gewerkschaftsfunktionär und Politiker                                                                 | 64    |       |
| 16. November | Anton Fridrichsen                   | norwegisch-schwedischer Theologe und Professor                                                                  | 65    |       |
| 16. November | Sol Hoopii                          | US-amerikanischer Sänger und Musiker                                                                            |       |       |
| 16. November | Carl Spiecker                       | deutscher Journalist und Politiker (Zentrum, CDU), MdL                                                          | 65    |       |
| 16. November | Fritz Symanek                       | deutscher Politiker (SPD), MdL                                                                                  | 56    |       |
| 17. November | John Cameron                        | kanadischer Hammerwerfer                                                                                        | 66    |       |
| 17. November | Johannes Feuerbaum                  | deutscher Politiker (DVP), MdR                                                                                  | 63    |       |
| 17. November | Leonard Forrer                      | schweizerisch-britischer Münzhändler und Numismatiker                                                           | 84    |       |
| 17. November | Franz Gundlach                      | deutscher Politiker (DDP)                                                                                       | 81    |       |
| 17. November | Pierre Humbert                      | französischer Mathematiker                                                                                      | 62    |       |
| 17. November | Thomas Francis O’Rahilly            | irischer Linguist und Historiker                                                                                | 70    |       |
| 17. November | Eugen Piwowarsky                    | deutscher Werkstoffwissenschaftler                                                                              | 62    |       |
| 18. November | Erich Ockert                        | deutscher Maler und Grafiker                                                                                    | 64    |       |
| 18. November | Ruth Crawford Seeger                | US-amerikanische Komponistin                                                                                    | 52    |       |
| 19. November | Albert Lezius                       | deutscher Chirurg und Hochschullehrer                                                                           | 50    |       |
| 19. November | Sigmund Schott                      | deutscher Statistiker                                                                                           | 85    |       |
| 19. November | Alfred Steinberg-Frank              | österreichischer Librettist                                                                                     | 65    |       |
| 20. November | Wilhelm Gaus                        | deutscher Chemiker und Unternehmensleiter                                                                       | 77    |       |
| 20. November | Ernst-August Köstring               | deutscher Offizier, General der Kavallerie und General der Freiwilligen-Verbände im Oberkommando des Heeres     | 77    |       |
| 20. November | Stefan Pieńkowski                   | polnischer Experimentalphysiker                                                                                 | 70    |       |
| 21. November | Felice Bonetto                      | italienischer Automobilrennfahrer                                                                               | 50    |       |
| 21. November | William D. Denney                   | US-amerikanischer Politiker und Gouverneur des Bundesstaates Delaware (1921–1925)                               | 80    |       |
| 21. November | Marcellus H. Evans                  | US-amerikanischer Jurist und Politiker                                                                          | 69    |       |
| 21. November | Allan Keith                         | kanadischer Kunstturner                                                                                         | 64    |       |
| 21. November | Larry Shields                       | US-amerikanischer Jazz-Bigband-Leader                                                                           | 60    |       |
| 22. November | Manoelzinho                         | brasilianischer Fußballspieler                                                                                  | 46    |       |
| 22. November | Otto Krautz                         | deutscher Gewerkschaftsfunktionär                                                                               | 73    |       |
| 22. November | Ralph Liebler                       | deutscher Politiker                                                                                             | 52    |       |
| 22. November | Jorge Meléndez Ramírez              | Präsident von El Salvador                                                                                       | 82    |       |
| 22. November | Gerda Schlayer-von Puttkamer        | deutsche Medizinerin und Politikerin (SPD)                                                                      | 52    |       |
| 22. November | Ignaz Stolz                         | Südtiroler Öl- und Freskenmaler                                                                                 | 85    |       |
| 23. November | Carl Delius                         | deutscher Politiker (DDP), MdR                                                                                  | 79    |       |
| 23. November | Philip Richardson                   | britischer Sportschütze                                                                                         | 88    |       |
| 23. November | Charles I. Stengle                  | US-amerikanischer Politiker                                                                                     | 83    |       |
| 24. November | Else Herzka-Freistadt               | österreichische Psychologin, Psychotherapeutin und Autorin                                                      | 54    |       |
| 24. November | Johannes Howald                     | Schweizer Lehrer und Schriftsteller                                                                             | 98    |       |
| 24. November | Romain Pelletier                    | kanadischer Organist, Komponist und Musikpädagoge                                                               | 78    |       |
| 24. November | George K. Spoor                     | US-amerikanischer Regisseur und Produzent                                                                       | 80    |       |
| 24. November | Tom Walter                          | schwedischer Schauspieler                                                                                       | 46    |       |
| 25. November | Anna Bloch                          | dänische Schauspielerin                                                                                         | 85    |       |
| 25. November | Erich Gruber                        | österreichischer Jurist, Regierungspräsident und SS-Brigadeführer                                               | 69    |       |
| 25. November | Philipp Losch                       | deutscher Historiker und Bibliothekar                                                                           | 84    |       |
| 26. November | Bertil Carlsson                     | schwedischer Skispringer                                                                                        | 50    |       |
| 26. November | Emil Gaar                           | österreichischer Altphilologe                                                                                   | 70    |       |
| 26. November | Otto Kuner                          | deutscher Jurist und Politiker (BCSV, CDU)                                                                      | 74    |       |
| 26. November | Aladar Skita                        | österreichisch-deutscher Chemiker                                                                               | 77    |       |
| 27. November | Rudolf Bernauer                     | österreichischer Chanson-Autor, Operetten-Librettist und Theaterdirektor                                        | 73    |       |
| 27. November | Henri Bernstein                     | französischer Dramaturg am Théâtre de boulevard                                                                 | 77    |       |
| 27. November | Eugene O’Neill                      | US-amerikanischer Dramatiker                                                                                    | 65    |       |
| 27. November | Josef Schrage                       | deutscher Gewerkschaftsfunktionär und Politiker (Zentrum, CDU), MdL                                             | 72    |       |
| 28. November | Rudolf Bauer                        | deutsch-US-amerikanischer Maler                                                                                 | 64    |       |
| 28. November | Elmer Livingston MacRae             | US-amerikanischer Maler und Bildhauer                                                                           | 78    |       |
| 28. November | Frank Olson                         | US-amerikanischer Wissenschaftler und CIA-Mitarbeiter                                                           | 43    |       |
| 28. November | Antonio Rubio                       | uruguayischer Politiker                                                                                         |       |       |
| 29. November | Karl Arnold                         | deutscher Zeichner, Karikaturist und Maler                                                                      | 70    |       |
| 29. November | Ernest William Barnes               | englischer Mathematiker und Theologe                                                                            | 79    |       |
| 29. November | Jules Bloch                         | französischer Indologe und Linguist                                                                             | 73    |       |
| 29. November | Alphons Fryland                     | österreichischer Schauspieler                                                                                   | 65    |       |
| 29. November | Henri Gance                         | französischer Gewichtheber                                                                                      | 65    |       |
| 29. November | Sam De Grasse                       | kanadischer Schauspieler                                                                                        | 78    |       |
| 30. November | Lydia Alexandra                     | deutsche Filmschauspielerin                                                                                     | 42    |       |
| 30. November | Claude E. Cady                      | US-amerikanischer Politiker                                                                                     | 75    |       |
| 30. November | Ernesto Cortázar Sr.                | mexikanischer Komponist, Schauspieler, Regisseur und Drehbuchautor                                              | 55    |       |
| 30. November | Francis Picabia                     | französischer Schriftsteller, Maler und Grafiker                                                                | 74    |       |
| 30. November | Benegal Narsing Rau                 | indischer Jurist und Richter am Internationalen Gerichtshof                                                     | 66    |       |
| 30. November | Kim Sigler                          | Gouverneur von Michigan                                                                                         | 59    |       |
| 30. November | Alfred Freiherr von Stockmar        | deutscher Verwaltungsjurist                                                                                     | 77    |       |
| 30. November | Louis Van De Perck                  | belgischer Bogenschütze                                                                                         | 64    |       |

## Dezember
| Tag          | Name                                        | Beruf, bekannt als                                                                                              | Alter | Beleg |
| ------------ | ------------------------------------------- | --- | ----- | ----- |
| 1. Dezember  | Jess C. Denious                             | US-amerikanischer Politiker                                                                                     | 74    |       |
| 1. Dezember  | Gustav Manning                              | deutsch-britisch-US-amerikanischer Fußballfunktionär                                                            | 79    |       |
| 1. Dezember  | Erhard Schlund                              | deutscher Ordensgeistlicher, Religionswissenschaftler und Philosoph                                             | 65    |       |
| 1. Dezember  | Ernst von Zabeltitz                         | deutscher Rittergutsbesitzer und Parlamentarier                                                                 | 81    |       |
| 2. Dezember  | Reginald Baker                              | australischer Rugbyspieler, Boxer, Schauspieler, Stuntman, Organisator von Sportveranstaltungen                 | 69    |       |
| 2. Dezember  | Radu Băldescu                               | rumänischer General                                                                                             | 65    |       |
| 2. Dezember  | Jacob A. Garber                             | US-amerikanischer Politiker                                                                                     | 74    |       |
| 2. Dezember  | Mario Gestri                                | italienischer Radrennfahrer                                                                                     | 29    |       |
| 2. Dezember  | Willi Kaiser-Heyl                           | deutscher Schauspieler                                                                                          | 77    |       |
| 2. Dezember  | Reimmichl                                   | Tiroler Volksdichter und Priester                                                                               | 86    |       |
| 2. Dezember  | Trần Trọng Kim                              | vietnamesischer Politiker, Premier 1945 unter der japanischen Besetzung                                         |       |       |
| 2. Dezember  | Michael Waldmann                            | deutscher Theologe und Hochschullehrer in Regensburg                                                            | 79    |       |
| 3. Dezember  | Marie Garay                                 | baskische Malerin                                                                                               | 92    |       |
| 3. Dezember  | Karl Wilhelm Specht                         | deutscher Offizier, zuletzt General der Infanterie im Zweiten Weltkrieg                                         | 59    |       |
| 3. Dezember  | Franz Stickan                               | deutscher Reedereidirektor                                                                                      | 66    |       |
| 4. Dezember  | Fritz Henßler                               | deutscher Politiker (SPD), MdR, MdL, MdB, MdEP                                                                  | 67    |       |
| 4. Dezember  | Lydia Kindermann                            | Opernsängerin (Mezzosopran) und Emigrantin aufgrund des NS-Regimes                                              | 61    |       |
| 4. Dezember  | Hermann Kißler                              | deutscher Manager                                                                                               | 71    |       |
| 4. Dezember  | Marie Manley                                | US-amerikanische Schauspielerin                                                                                 | 60    |       |
| 4. Dezember  | Daniel Gregory Mason                        | US-amerikanischer Komponist                                                                                     | 80    |       |
| 4. Dezember  | Timothy William Stanton                     | US-amerikanischer Paläontologe und Geologe                                                                      | 93    |       |
| 5. Dezember  | Georges Bayrou                              | französischer Fußballspieler- und funktionär                                                                    | 69    |       |
| 5. Dezember  | Hubert Moest                                | deutscher Filmregisseur, Schauspieler, Filmproduzent und Drehbuchautor                                          | 76    |       |
| 5. Dezember  | Jorge Negrete                               | mexikanischer Schauspieler und Sänger                                                                           | 42    |       |
| 6. Dezember  | Gustav Bauer                                | deutscher Maschinenbauer                                                                                        | 82    |       |
| 6. Dezember  | Konstanty Ildefons Gałczyński               | polnischer Dichter                                                                                              | 48    |       |
| 6. Dezember  | Carl Kircheiß                               | deutscher Kapitän und Weltumsegler                                                                              | 66    |       |
| 6. Dezember  | Frans Michel Penning                        | niederländischer Physiker                                                                                       | 59    |       |
| 7. Dezember  | Henri Gout                                  | französischer Politiker                                                                                         | 77    |       |
| 7. Dezember  | Pierre Pratviel                             | französischer Turner                                                                                            | 85    |       |
| 8. Dezember  | Marija Fjodorowna Andrejewa                 | russische Theaterschauspielerin                                                                                 |       |       |
| 8. Dezember  | Gerd-Paul von Below                         | deutscher Offizier, zuletzt Generalmajor der Reserve im Zweiten Weltkrieg                                       | 61    |       |
| 8. Dezember  | Albert Eichler                              | österreichischer Anglist                                                                                        | 74    |       |
| 9. Dezember  | Abraham Benjamin Conger                     | US-amerikanischer Jurist und Politiker                                                                          | 66    |       |
| 9. Dezember  | Issay Dobrowen                              | norwegischer Komponist, Dirigent und Pianist                                                                    | 62    |       |
| 9. Dezember  | Frieda Eichelsheim                          | deutsche Theaterschauspielerin                                                                                  | 80    |       |
| 9. Dezember  | Walter Feilchenfeldt                        | deutscher Verleger und Galerist                                                                                 | 59    |       |
| 9. Dezember  | Arthur Koetz                                | deutscher Lyriker und Sachbuchautor                                                                             | 57    |       |
| 9. Dezember  | Ludwig Salomon                              | deutscher Politiker (SPD), MdL                                                                                  | 78    |       |
| 10. Dezember | Heinrich Allina                             | österreichischer Publizist und Politiker, Abgeordneter zum Nationalrat                                          | 75    |       |
| 10. Dezember | Juan Carlos Cobián                          | argentinischer Tangopianist, Bandleader, Tangokomponist und -dichter                                            | 57    |       |
| 11. Dezember | Albert Coates                               | englischer Dirigent und Komponist                                                                               | 71    |       |
| 11. Dezember | Tommy Lucas                                 | englischer Fußballspieler                                                                                       | 58    |       |
| 11. Dezember | Sedat Simavi                                | türkischer Verleger, Journalist, Karikaturist, Schriftsteller und Regisseur                                     | 57    |       |
| 12. Dezember | Fernand Chapouthier                         | französischer Klassischer Archäologe und Philologe                                                              | 54    |       |
| 12. Dezember | Otto Franke                                 | deutscher Politiker                                                                                             | 76    |       |
| 12. Dezember | Jan Hora                                    | tschechoslowakischer Wasserballspieler und Sportfunktionär                                                      | 53    |       |
| 12. Dezember | Friedrich Wilhelm Maier-Bode                | deutscher Phytopathologe und Autor landwirtschaftlicher Fachbücher                                              | 53    |       |
| 12. Dezember | Morgan Wallace                              | US-amerikanischer Schauspieler                                                                                  | 72    |       |
| 13. Dezember | Kurt Diemer                                 | deutscher Fußballspieler                                                                                        | 60    |       |
| 13. Dezember | Leonz Fischer                               | Schweizer Politiker (CVP)                                                                                       | 79    |       |
| 13. Dezember | Otto Hoevermann                             | deutscher Verwaltungsjurist, Landrat und Oberpräsident                                                          | 65    |       |
| 13. Dezember | Walter Kupper                               | Schweizer Botaniker                                                                                             | 79    |       |
| 13. Dezember | Ethel Muckelt                               | britische Eiskunstläuferin                                                                                      | 68    |       |
| 13. Dezember | Wladimir Iwanowitsch Nenarokow              | sowjetischer Schachspieler                                                                                      |       |       |
| 14. Dezember | Walther Bacmeister                          | deutscher Journalist, Verleger und Politiker                                                                    | 76    |       |
| 14. Dezember | Edmund Frederick Erk                        | US-amerikanischer Politiker                                                                                     | 81    |       |
| 14. Dezember | Theodor Geyr                                | deutscher Kirchenmaler                                                                                          | 58    |       |
| 14. Dezember | Paul Kaspar                                 | österreichischer Landschafts- und Vedutenmaler                                                                  | 62    |       |
| 14. Dezember | Marjorie Kinnan Rawlings                    | amerikanische Autorin und Pulitzer-Preisträgerin                                                                | 57    |       |
| 14. Dezember | Kurt Rummel                                 | deutscher Ingenieur                                                                                             | 75    |       |
| 14. Dezember | Dora Wilcox                                 | neuseeland-gebürtige, australische Schriftstellerin, Dichterin und Autor von Theaterstücken                     | 80    |       |
| 15. Dezember | Ed Barrow                                   | US-amerikanischer Baseballmanager und -funktionär                                                               | 85    |       |
| 15. Dezember | Fritz Harney                                | deutscher Industrieller und Funktionär                                                                          | 74    |       |
| 15. Dezember | Hirao Kishio                                | japanischer Komponist                                                                                           | 46    |       |
| 15. Dezember | Gunnar Jansson                              | schwedischer Leichtathlet                                                                                       | 56    |       |
| 15. Dezember | Walter Linse                                | deutscher Jurist                                                                                                | 50    |       |
| 15. Dezember | Bernhard Neumann                            | deutscher technischer Chemiker                                                                                  | 86    |       |
| 15. Dezember | Else Sparwasser                             | deutsche Schriftstellerin                                                                                       | 61    |       |
| 15. Dezember | Robert Stangland                            | US-amerikanischer Weit- und Dreispringer                                                                        | 72    |       |
| 15. Dezember | Karl Theodor Weigel                         | deutscher Sinnbildforscher                                                                                      | 61    |       |
| 15. Dezember | George White                                | US-amerikanischer Politiker                                                                                     | 81    |       |
| 16. Dezember | Hermann Ohland                              | deutscher Pädagoge, Pfarrer, Liederdichter der Deutschen Christen und NSDAP-Mitglied                            | 65    |       |
| 17. Dezember | Jules-Henri Addor                           | Schweizer Politiker (FDP)                                                                                       | 59    |       |
| 17. Dezember | Theo Hoffmann                               | deutscher Jesuit, Lehrer und Gründungsrektor des Canisius-Kolleg Berlin                                         | 63    |       |
| 17. Dezember | Nicolas Petit                               | luxemburgischer Architekt und Leiter des städtischen Hochbauamts                                                | 77    |       |
| 18. Dezember | Hans Bahrdt                                 | deutscher Mediziner                                                                                             | 76    |       |
| 18. Dezember | Jimmy Bannister                             | englischer Fußballspieler                                                                                       | 73    |       |
| 18. Dezember | Isabella Greenway                           | US-amerikanische Politikerin                                                                                    | 67    |       |
| 19. Dezember | Ellsworth Faris                             | US-amerikanischer Soziologe                                                                                     | 79    |       |
| 19. Dezember | Rudolf Leonhard                             | deutscher Schriftsteller und Kommunist                                                                          | 64    |       |
| 19. Dezember | Robert Andrews Millikan                     | amerikanischer Physiker, Nobelpreis für Physik 1923                                                             | 85    |       |
| 20. Dezember | Henry Horatio Dixon                         | irischer Botaniker                                                                                              | 84    |       |
| 20. Dezember | Emmanuel de Margerie                        | französischer Geograph                                                                                          | 91    |       |
| 20. Dezember | Giulio Cesare Montagna                      | italienischer Diplomat                                                                                          | 79    |       |
| 20. Dezember | King O’Malley                               | australischer Politiker                                                                                         | 99    |       |
| 20. Dezember | Karl Reichert                               | österreichischer Optiker                                                                                        | 70    |       |
| 21. Dezember | Raphael Armattoe                            | ghanaischer Arzt, Autor und Poet                                                                                | 40    |       |
| 21. Dezember | Francis Fauré                               | französischer Radrennfahrer                                                                                     | 43    |       |
| 21. Dezember | Kaarlo Koskelo                              | finnischer Ringer                                                                                               | 65    |       |
| 21. Dezember | Neill Malcolm                               | britischer Offizier, Beamter und Manager                                                                        | 84    |       |
| 21. Dezember | Leo von zur Mühlen                          | deutscher Geologe                                                                                               | 65    |       |
| 21. Dezember | Walter Schädelin                            | Schweizer Forstwissenschaftler                                                                                  | 79    |       |
| 21. Dezember | Johann Schweitzer                           | deutscher Kolonialwarenhändler und Abgeordneter                                                                 | 79    |       |
| 22. Dezember | Charles L. Richards                         | US-amerikanischer Politiker                                                                                     | 76    |       |
| 23. Dezember | Ernst Altstaedt                             | deutscher Internist                                                                                             | 68    |       |
| 23. Dezember | Lawrenti Beria                              | sowjetischer Geheimdienstchef                                                                                   | 54    |       |
| 23. Dezember | Wladimir Georgijewitsch Dekanosow           | sowjetischer Politiker und Diplomat                                                                             | 55    |       |
| 23. Dezember | Pierre Dupong                               | luxemburgischer Politiker                                                                                       | 68    |       |
| 23. Dezember | Bogdan Kobulow                              | sowjetischer Geheimdienstgeneral                                                                                | 49    |       |
| 23. Dezember | Eetu Kosonen                                | finnischer Kunstturner                                                                                          |       |       |
| 23. Dezember | Wsewolod Nikolajewitsch Merkulow            | sowjetischer Politiker, Geheimdienstfunktionär und als Armeegeneral Leiter des MGB                              | 58    |       |
| 24. Dezember | Carl Cremer                                 | deutscher Politiker (DVP), MdR                                                                                  | 77    |       |
| 24. Dezember | Emil Heuser                                 | deutscher Chemiker und Hochschullehrer für Cellulosechemie                                                      | 71    |       |
| 24. Dezember | Karl Pius von Österreich-Toskana            | Sohn von Erzherzog Leopold Salvator                                                                             | 44    |       |
| 24. Dezember | Ralph Linton                                | US-amerikanischer Kulturanthropologe                                                                            | 60    |       |
| 24. Dezember | Friedrich-Wilhelm von Rothkirch und Panthen | deutscher Offizier, zuletzt Generalleutnant im Zweiten Weltkrieg                                                | 69    |       |
| 24. Dezember | George Henry Hamilton Tate                  | anglo-amerikanischer Zoologe                                                                                    | 59    |       |
| 25. Dezember | Georg Anschütz                              | deutscher Psychologe                                                                                            | 67    |       |
| 25. Dezember | Carter Harrison, Jr.                        | US-amerikanischer Politiker                                                                                     | 93    |       |
| 25. Dezember | Milovan Jakšić                              | jugoslawischer Fußballspieler                                                                                   | 44    |       |
| 25. Dezember | Walther Kolbe                               | deutscher Politiker (CDU), MdB                                                                                  | 53    |       |
| 25. Dezember | Arthur Konnerth                             | rumänischer Politiker                                                                                           | 71    |       |
| 25. Dezember | Charles P. Murphy                           | US-amerikanischer Politiker                                                                                     | 71    |       |
| 25. Dezember | Casimir Reuterskiöld                        | schwedischer Sportschütze                                                                                       | 70    |       |
| 25. Dezember | Lee Shubert                                 | US-amerikanischer Theatermanager                                                                                | 82    |       |
| 26. Dezember | Julius Bretz                                | deutscher Landschaftsmaler und Lithograph                                                                       | 83    |       |
| 26. Dezember | Wolfgang Pagenstecher                       | deutscher Kunstmaler und Heraldiker                                                                             | 73    |       |
| 27. Dezember | Albert Martmöller                           | deutscher Gewerkschafter und Politiker (SPD), MdL                                                               | 77    |       |
| 27. Dezember | Otto Petersen                               | deutscher Eisenhüttenmann                                                                                       | 79    |       |
| 27. Dezember | Şükrü Saracoğlu                             | türkischer Politiker                                                                                            | 66    |       |
| 27. Dezember | Heinrich Schöchtner                         | österreichischer Politiker (CSP), Landtagsabgeordneter                                                          | 77    |       |
| 27. Dezember | Jakob Rudolf Truog                          | Schweizer reformierter Geistlicher und Kirchenhistoriker                                                        | 88    |       |
| 27. Dezember | Józef Turczyński                            | polnischer Pianist und Musikpädagoge                                                                            | 69    |       |
| 27. Dezember | Julian Tuwim                                | polnisch-jüdischer Lyriker                                                                                      | 59    |       |
| 28. Dezember | Robert Büssel                               | deutscher Opernsänger                                                                                           | 73    |       |
| 28. Dezember | Ernst Diepschlag                            | deutscher Metallurge und Hochschullehrer                                                                        | 68    |       |
| 29. Dezember | Victor Chazelas                             | französischer Kolonialbeamter                                                                                   | 68    |       |
| 29. Dezember | Erich Hösel                                 | deutscher Bildhauer und Designer                                                                                | 84    |       |
| 29. Dezember | Mary MacCarthy                              | britische Schriftstellerin und Mitglied der Bloomsbury Group                                                    | 71    |       |
| 29. Dezember | Francesco Pastonchi                         | italienischer Dichter, Journalist und Italianist                                                                | 78    |       |
| 29. Dezember | Anna Reinach                                | deutsche Physikerin                                                                                             | 69    |       |
| 29. Dezember | Wolf Röhricht                               | deutscher Maler und Grafiker                                                                                    | 67    |       |
| 29. Dezember | Michael Stark                               | österreichischer Geologe, Mineraloge und Petrograph                                                             | 76    |       |
| 30. Dezember | Hermann Bodenweber                          | deutscher Fußballspieler                                                                                        | 70    |       |
| 30. Dezember | Eliyahu Eliezer Dessler                     | litauisch-britischer Rabbi, Talmud-Gelehrter und Philosoph                                                      |       |       |
| 30. Dezember | Heinrich Haas                               | österreichischer Filmproduzent                                                                                  | 63    |       |
| 30. Dezember | Jewgeni Konstantinowitsch Suworow           | sowjetischer Ichthyologe                                                                                        | 73    |       |
| 31. Dezember | Alberto Bonacossa                           | italienischer Sportfunktionär und Mitglied des Internationalen Olympischen Komitees                             | 70    |       |
| 31. Dezember | Karl Tobias Fischer                         | deutscher Physiker                                                                                              | 82    |       |
| 31. Dezember | Hans Neureuter                              | deutscher Jurist, Regierungspräsident für das Saarland (1945–1946)                                              | 52    |       |
| 31. Dezember | Albert Plesman                              | niederländischer Luftfahrtpionier und zusammen mit Anthony Fokker Gründer der königlichen niederländischen L... | 64    |       |
| Dezember     | Robert Aumüller                             | deutscher Manager in der Zuckerindustrie                                                                        | 75    |       |
| Dezember     | Alexander Marx                              | US-amerikanischer Historiker, Judaist, Bibliograf und Bibliothekar                                              | 75    |       |
| Dezember     | Adam Müller                                 | deutscher Volkssänger und Humorist                                                                              |       |       |